# Mario Party DS
Mario Party DS är ett datorspel till Nintendo DS från 2007 utvecklat av Hudson Soft och utgivet av Nintendo.